# العلاقات البالاوية السريلانكية
العلاقات البالاوية السريلانكية هي العلاقات الثنائية التي تجمع بين بالاو وسريلانكا.

## مقارنة بين البلدين
هذه مقارنة عامة ومرجعية للدولتين:
| وجه المقارنة                                              | بالاو                         | سريلانكا                         |
| --------------------------------------------------------- | ----------------------------- | -------------------------------- |
| المساحة (كم2)                                             | 465                           | 65.61 ألف                        |
| عدد السكان (نسمة)                                         | 21.73 ألف                     | 21.44 مليون                      |
| الكثافة السكانية (ن./كم²)                                 | 4.67 ألف                      | 326.78                           |
| العاصمة                                                   | نغيرولمود، كورور              | سري جاياواردنابورا كوتي، كولمبو  |
| اللغة الرسمية                                             | لغة إنجليزية، اللغة البالاوية | اللغة السنهالية، اللغة التاميلية |
| العملة                                                    | دولار أمريكي                  | روبية سريلانكي                   |
| الناتج المحلي الإجمالي (بليون دولار)                      | 291.54 مليون                  | 87.17 مليار                      |
| الناتج المحلي الإجمالي (تعادل القوة الشرائية) بليون دولار | 326.12 مليون                  | 246.62 مليار                     |
| الناتج المحلي الإجمالي الاسمي للفرد دولار أمريكي          | 13.50 ألف                     | 3.93 ألف                         |
| الناتج المحلي الإجمالي للفرد دولار أمريكي                 | 14.76 ألف                     | 11.11 ألف                        |
| مؤشر التنمية البشرية                                      | 0.780                         | 0.757                            |
| رمز المكالمات الدولي                                      | +680                          | +94                              |
| رمز الإنترنت                                              | .pw                           | .lk،                             |
| المنطقة الزمنية                                           | ت ع م+09:00                   | ت ع م+05:30                      |

## منظمات دولية مشتركة
يشترك البلدان في عضوية مجموعة من المنظمات الدولية، منها:
| علم المنظمة | اسم المنظمة                        | تاريخ انضمام بالاو | تاريخ انضمام سريلانكا |
| ----------- | ---------------------------------- | ------------------ | --------------------- |
|             | مؤسسة التنمية الدولية              | 16 ديسمبر 1997     | 27 يونيو 1961         |
|             | الأمم المتحدة                      | 15 ديسمبر 1994     | 14 ديسمبر 1955        |
|             | البنك الدولي للإنشاء والتعمير      | 16 ديسمبر 1997     | 29 أغسطس 1950         |
|             | بنك التنمية الآسيوي                | 2003               | 1966                  |
|             | منظمة حظر الأسلحة الكيميائية       | ?                  | ?                     |
|             | مؤسسة التمويل الدولية              | 16 ديسمبر 1997     | 20 يوليو 1956         |
|             | وكالة ضمان الاستثمار متعدد الأطراف | 16 ديسمبر 1997     | 27 مايو 1988          |
|             | يونسكو                             | 20 سبتمبر 1999     | 14 نوفمبر 1949        |

## وصلات خارجية
- موقع وزارة الخارجية السريلانكية